# Jerułan Iskakow
Jerułan Askarowicz Iskakow (ros Ерулан Аскарович Искаков; ur. 24 czerwca 1988) – kazachski zapaśnik walczący w stylu klasycznym. Zajął siódme miejsce na mistrzostwach świata w 2013. Trzeci na igrzyskach azjatyckich w 2014 i 2018. Pięciokrotny medalista mistrzostw Azji w latach 2013 – 2021. Siódmy w Pucharze Świata w 2013. Dwunasty na Uniwersjadzie w 2013, jako zawodnik Kazachskiej Akademii Sportu i Turystyki w Ałmaty. Srebrny medalista mistrzostw świata juniorów w 2011 roku.
Absolwent Karagandyjskiego Uniwersytetu Państwowego w Karagandzie.